# Naturwaldreservat Eibenwald bei Gößweinstein
Das Naturwaldreservat Eibenwald bei Gößweinstein, vereinzelt auch Naturwaldreservat Wasserberg, ist ein Waldgebiet und Naturschutzgebiet am schattigen Südhang des Tals der Wiesent, das reich an Buchen und Eiben ist. Der Eibenwald liegt nördlich von Gößweinstein im Landkreis Forchheim in der Fränkischen Schweiz in Oberfranken, Bayern, nahe der Burg Gößweinstein.
Die Besonderheit ist die mit 4100 Exemplaren große Zahl der immergrünen Nadelbaumart Eibe (Taxus baccata), die in zahlreichen anderen Wäldern in Mitteleuropa teilweise systematisch vermindert oder ausgerottet worden ist. Die Eiben sind hier teils fünf bis zwölf Meter hoch. Auffällig für einen Nadelbaum sind die roten Beeren anstelle von Zapfen. Die Eibe war fast ausgerottet, da ihr Holz aufgrund der Biegsamkeit, insbesondere für Langbogen, sehr begehrt war, aber auch weil ihre Samen giftig für Pferde (wie auch andere Tiere) sind, die lange Zeit dem Menschen wichtige Transporthilfen waren. Eibenschösslinge werden vom Rehwild und von Hasen bevorzugt und haben daher bei einem größeren Wildbestand kaum Chancen aufzuwachsen. Eiben können bis zu 2000 Jahre alt werden.

## Geschichte
Der Eibenwald bei Gößweinstein ist eines der wenigen verbliebenen Fragmente der ehemaligen mitteleuropäischen Eibenvorkommen. Die Eibe ist schattenverträglich und kann auch unter lockeren Buchenbeständen gedeihen, nicht jedoch unter dichten Buchenbeständen oder unter den häufig forstlich gepflanzten Fichten.
Die Eibe war, wie Pollenanalysen zeigen, als Nebenbaumart der Buche im westlichen und zentralen Mitteleuropa weit verbreitet. Die Schattenbaumart wurde aber vor allem ab der frühen Neuzeit durch das Ende der Mittelwald- und Niederwaldwirtschaft und dem waldwirtschaftlichen Wechsel zu Aufforstungsmaßnahmen hin, insbesondere der Hochwaldwirtschaft, schrittweise auf ihre heutigen Reststandorte verdrängt. Dies ist, neben der zeitweise starken Nutzung des Holzes (Herstellung von Langbogen) und der teilweise gezielten Ausrottung der Eibe in als Waldweide genutzten Wäldern ein wesentlicher Faktor für die heute geringe Zahl größerer und dichter Eibenbestände. Der Rückgang der Eibenvorkommen wurde bereits im ausgehenden 18. und im 19. Jahrhundert wissenschaftlich beschrieben und als „Eibenfrage“ diskutiert.
Die Geschichte des Eibenwalds bei Gößweinstein lässt sich anhand historischer Dokumente nicht genauer zurückverfolgen.

## Geologie
Nach H. Künne (ohne Jahr) sind die Hänge durchschnittlich etwa 30° steil. Sie sind nach Nordwest bis Nordost exponiert. Im unteren und mittleren Teil des Hanges besteht der Untergrund vor allem aus Schwammkalk des Malm (Obere Mergelkalke
und Pseudomutabiliskalke). Der obere Teil besteht aus Frankendolomit.

## Pflanzengesellschaften
Nach einem Fachgutachten handelt es sich um eine Ausprägung des Waldmeister-Buchenwalds (Asperulo-Fagetum). Demnach sind im Wiesenttal und dessen näherer Umgebung folgende Baumarten charakteristisch:
Hauptbaumart ist die Rotbuche. Nebenbaumarten sind Traubeneiche, Bergahorn und Esche. Als Begleitbaumarten werden Winterlinde, Tannen, Bergulme und schließlich die Eibe benannt.

## Bedeutung
Es handelt sich um das größte Eibenvorkommen Oberfrankens, wobei es auch andere Standorte gibt, „doch nirgends in so großer Zahl, so guter Ausbildung und in ähnlich naturnahen Beständen“ und damit „einmalig in der Fränkischen Alb“. Es gibt Standorte mit tiefgründigem Kalkschutt. Dort sind Laubbäume wie Bergahorn, Gemeine Esche, Sommerlinde und Spitzahorn zu hohem Anteil vertreten.
Im Gebiet oder in der Nähe befinden sich eindrucksvolle, bis zu 30 m hohe Felsen, unter anderem mit den Namen Eibenwände, Fehensteine, Sieghardtfelsen sowie die Freibadwände und der Aussichtspunkt Martinswand.

## Gebietsschutz
Das Naturschutzgebiet wurde 1978 eingerichtet. Neben der Eibe sind auch Vorkommen von Feuersalamander, Uhu und der Zerbrechliche Blasenfarn bemerkenswert. Im Gegensatz zu den meisten anderen Naturwaldreservaten wird nicht auf forstwirtschaftliche Eingriffe verzichtet. Diese sollen jedoch den besonderen Charakter dieses Waldgebiets unterstützen, also insbesondere zu starke Verschattungen der Eiben vermeiden.

## Erholungsnutzung
Touristisch wird der Wald durch Wander- und Spazierwege erschlossen, außerdem durch den Felsensteig im Eibenwald. Seit 1992 gibt es ein Kletterkonzept für das Gebiet, um Belastungen zu vermindern. Benachbart ist das frühere Ausflugslokal Stempfermühle an der Wiesent, wo Karstquellen bestehen.

## Weitere Eibenwälder in Deutschland
- Im 58 Hektar großen Naturschutzgebiet Ibengarten bei Dermbach in Thüringen, Wartburgkreis, stehen 368 Eiben, von denen 50 bereits über 500 Jahre alt sein sollen.
- Bei Bovenden-Eddigehausen nahe Göttingen in Süd-Niedersachsen liegt auf einem Areal von 12,7 ha der Eibenwald am Hainberg im Plesseforst mit bis zu zweihundertjährigen Bäumen (ca. 800 Exemplare).
- Der Paterzeller Eibenwald liegt in Bayern (Oberbayern) in der Nähe des Klosters Wessobrunn. Innerhalb des ca. 88 Hektar großen Naturschutzgebiets im Landkreis Weilheim-Schongau stehen über 1500 ältere Eiben in einem artenreichen Bergmischwald.
- In Fürstenhagen in Thüringen, Landkreis Eichsfeld, stehen im 26 Hektar großen Naturschutzgebiet Lengenberg ca. 5.700 Eiben in einem alten Buchenwald. Sie sind bis zu 120 Jahre alt.

Weitere eibenreiche Wälder kommen in Deutschland nur an wenigen anderen Standorten vor, so bei Veilsdorf in Thüringen sowie im Ibental, einem Seitental des Höllentals im Schwarzwald in Baden-Württemberg.
Daneben gibt es einige wenige gepflanzte Eibenhaine, so bei Kronberg im Taunus.

## Trivia
Der Kriminalroman Eibengift von Ottilie Arndt und Lydia Ostermeier spielt unter anderem im Paterzeller Eibenwald und im Eibenwald „in der Nähe von Gößweinstein“.